# 安東尼奧王子 (葡萄牙)
葡萄牙的安東尼奧（葡萄牙語：António Francisco de Bragança，1695年3月15日—1757年10月20日），葡萄牙國王佩德羅二世的第四子（長子夭折，形同第三子）。
安東尼奧終生未婚，死後葬在城外聖文生修道院的布拉干薩萬神殿。